# Gardna Mała

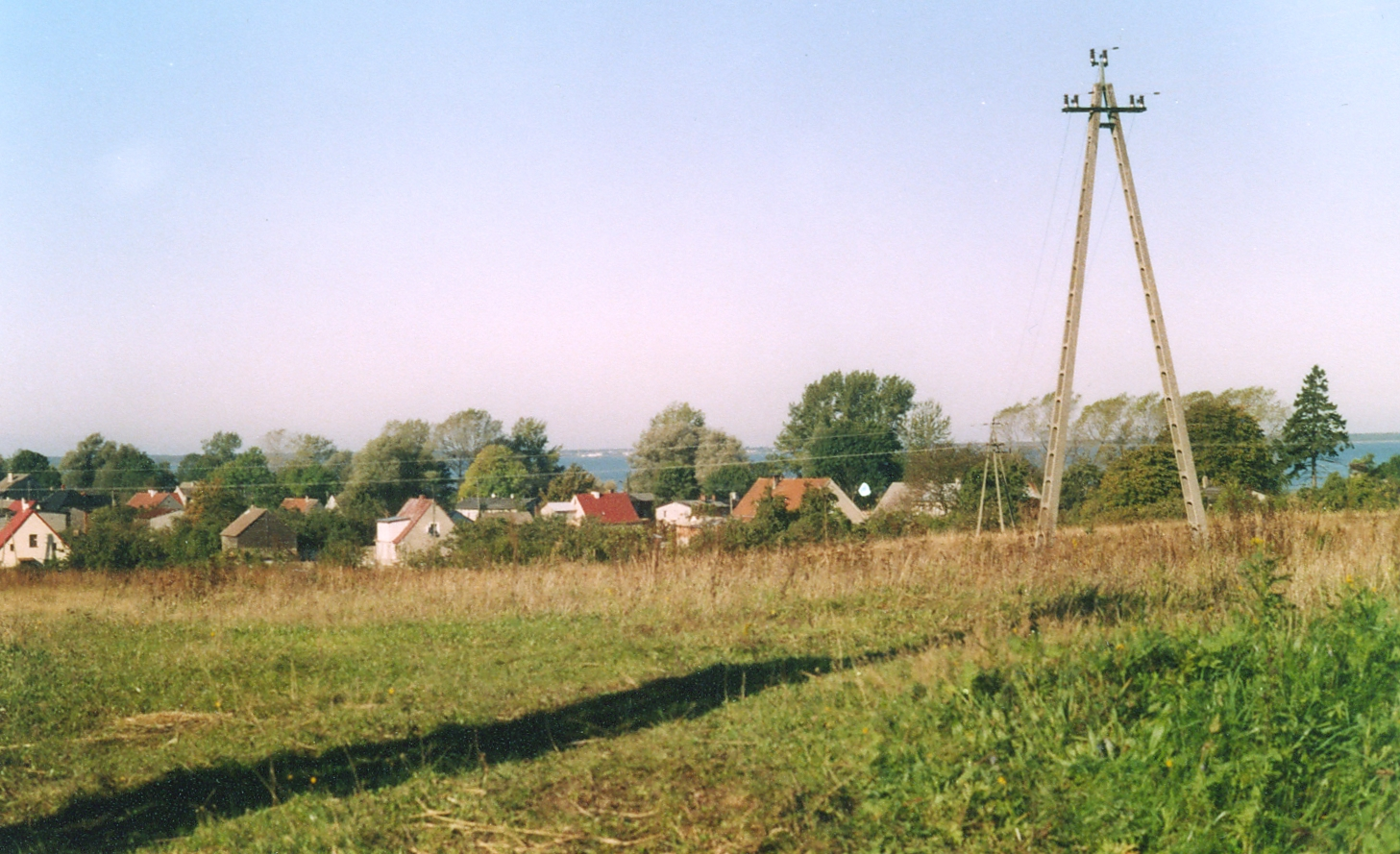
Gardna Mała

Gardna Mała (deutsch Klein Garde, slowinzisch Måulå Garnåu, kaschubisch Môłô Garnô) ist ein Dorf in der Gemeinde Smołdzino im Powiat Słupski in der polnischen Woiwodschaft Pommern.
In den Jahren 1975–1998 gehörte der Ort zur Woiwodschaft Słupsk.

## Geographische Lage
Gardna Mała liegt in Hinterpommern, etwa 21 Kilometer nordnordöstlich der Stadt Słupsk, sechs Kilometer südwestlich des Kirchdorfs Smołdzino und einen Kilometer südlich des Jezioro Gardno.

## Geschichte
Gardna Mała wurde in der Form eines Gassendorfes angelegt. Das in älterer Zeit auch ludken Garde genannte Dorf, war ein altes Lehen der Familie Tessen. 1575, 1601 und 1605 wurden Angehörige dieser Familie mit den Schmolsinschen Gütern belehnt, darunter auch mit Klein Garde. Nach dem Tod des Schwantes von Tessen († 1608) kam das Dorf 1608 an die Herzogin Erdmuthe von Brandenburg (1561–1623). Dann gehörte es nacheinander der Herzogin Anna von Croy (1590–1660), dem Herzog Ernst Bogislaw von Croy (1620–1684) und ab 1673 dessen Sohn Ernst von Croyengreiff († 1700 in Rom), der allerdings im Jahr 1681 wegen seines Übertritts zum Katholizismus von seinem Vater enterbt wurde. In preußischer Zeit gehörte Klein Garde zu den achtzehn sogenannten königlichen Dörfern, die dem Amt Schmolsin unterstanden. Um 1784 gab es Klein Garde: ein Vorwerk, sieben Bauern einschließlich des Schulzen, acht Kossäten, unter denen sich der Schmied befand, zwei Büdner und insgesamt 18 Haushaltungen. Vor 1824 hatte Klein Garde 129 Einwohner.
Im Jahr 1925 standen in Klein Garde 78 Wohngebäude. Im Jahr 1939 wurden 120 Haushaltungen und 473 Einwohner gezählt. In der Gemeinde Klein Garde gab 65 landwirtschaftliche Betriebe und eine Fischereigenossenschaft.
Bis 1945 gehörte Klein Garde zum Landkreis Stolp im Regierungsbezirk Köslin der Provinz Pommern.
Die Gemeindefläche war insgesamt 369 Hektar groß. Klein Garde war der einzige Wohnort in der Gemeinde Klein Garde.
Gegen Ende des Zweiten Weltkriegs wurde Klein Garde am 9. März 1945 von der Roten Armee besetzt. Es kam zu zahlreichen Übergriffen gegenüber Zivilisten. Die sowjetischen Truppen blieben eine Zeitlang; als sie wieder abzogen, trieben sie das Vieh mit fort, bis auf eine Kuh, die jede Familie behalten durfte. Anschließend übernahmen Polen das Dorf und bauten im August 1945 eine polnische Verwaltung auf. Sie übernahmen die Höfe und Häuser der Deutschen, welche zwischen dem 1. September 1947 und Herbst 1948 vertrieben wurden. Klein Garde wurde in Gardna Mała umbenannt. Später wurden in der Bundesrepublik Deutschland 298 und in der DDR 93 aus Klein Garde stammende Dorfbewohner ermittelt.
Das Dorf ist heute ein Teil der Gmina Smołdzino im Powiat Słupski der polnischen Woiwodschaft Pommern. Es hat etwa 800 Einwohner.

### Kirche
Die vor 1945 in Klein Grade anwesende Bevölkerung war evangelisch. Klein Garde war dem Kirchspiel Groß Garde angegliedert und gehörte damit zum Kirchenkreis Stolp-Altstadt.

### Schule
Klein Garde verfügte im Zeitraum 1863–1945 über eine eigene Schule. Im Jahr 1932 war diese Schule dreistufig; zwei Lehrer unterrichteten dort in drei Klassen 85 Schulkinder.